# Азуле, Жан-Люк
Жан-Люк Азуле (фр. Jean-Luc Azoulay; род. 23 сентября 1947, Сетиф, Французский Алжир, Франция) — французский продюсер, сценарист и композитор, автор сериала «Элен и ребята» и его продолжений «Грёзы любви», «Каникулы любви» и «Тайны любви».
В России больше известен под псевдонимом Жан-Франсуа Порри (фр. Jean-Francois Porry), под которым он написал музыку к сериалам серии «Элен и ребята».

## Биография и карьера
Жан-Люк Азуле родился 23 сентября 1947 года во Французском Алжире в городе Сетиф. Азуле учился на юриста, но бросил учёбу и в 1978, вместе с Клодом Берда (фр. Claude Berda), создал звукозаписывающую компанию, названную по первым буквам фамилий «АБ Продюксён» (фр. AB Production).
Азуле является не только композитором, но и сценаристом. Под псевдонимом Жан-Франсуа Порри (фр. Jean-Francois Porry) «король» прайм-тайма Национального французского телевидения, работая по 18 часов в сутки, успевает поработать над многочисленными сериалами, насчитывающими несколько сот эпизодов, выходящих ежегодно, а также сочинять песни для этих шоу, становящиеся настоящими хитами во Франции. Азуле является творческим вдохновителем и автором большинства песен, выходивших под маркой «AB».

## Успех студии
В конце 1980-х продюсеры выкупают старые железнодорожные ангары к северу от Парижа в пригороде Сен-Дени, где и располагают студию «АБ Продюксён». Там снимаются ситкомы — жанр сериалов, заимствованный у американцев и пришедшийся по душе французским подросткам. Одна из его наиболее популярных песен «Hou! La Menteuse» занимала 9 место среди самых продаваемых синглов по версии французского института общественного мнения в течение 9 недель тиражом более 1 300 000. 1990-е годы — «золотые» в истории «АБ Продюксён»: ситком «Элен и ребята» бьет все рейтинги, многим актёрам с голосами предлагается выпускать сольные диски под маркой «АБ», телешоу «Клуб Дороте» объединяет все ситкомы под своим крылом, проводит розыгрыши дорогих призов для зрителей.

## Фильмография

### Композитор
В общей сложности им написаны более 2000 песен и придуманы более 30 ситкомов и телефильмов, среди которых наиболее известны:
- «Baie des flamboyants» (2007)
- «Extra Zigda» (1998)
- «Studio des artistes» (1997)
- «Kangoo» (1996)
- «L'école des passions» (1996)
- «La croisière Foll’amour» (1995)
- «Les garçons de la plage» (1994—1995)
- «Hélène et les garçons» (1992)
- «Les jumeaux du bout du monde» (1991)
- «Sophie et Virginie» (1990)
- «Salut les musclés» (1989)